# Ташево
Ташево или Таш-али (на турски: Bahçeşehir, 2. Kısım Mh.) е бивше българско село в Източна Тракия, Турция, Вилает Истанбул, сега предградие на Истанбул в район Башакшехир.

## География
Селището се намира североизточно от Бююкчекмедже.

## История
Ташево присъства в статистиката на професор Любомир Милетич от 1912 г. като българско село.

## Личности
Родени в Ташево
- Васил Константинов (1868 – ?), български юрист, в 1895 година завършил право в Софийския университет[2]